# The Wrong Man
The Wrong Man (bra: O Homem Errado; prt: O Falso Culpado) é um filme estadunidense de 1956, dos gêneros drama e suspense, dirigido por Alfred Hitchcock, com roteiro baseado no livro The True Story of Christopher Emmanuel Balestrero, de Maxwell Anderson. É sobre um fato real de um homem inocente acusado por um crime que não havia cometido.

## Sinopse
"Manny" Balestrero é um músico trabalhador e honesto, que trabalha no Stork Club de Nova Iorque. Como a sua esposa precisa de um tratamento dentário, Manny dirige-se ao escritório de seguros para tentar conseguir algum dinheiro, e aí acontece uma grave surpresa: os empregados confundem-no com o assaltante que os roubou no ano anterior. A polícia entra em cena, e esta injustiça acaba por transtornar a vida de Manny, que passa a ser um grande pesadelo.

## Elenco principal
- Henry Fonda .... Christopher Emmanuel "Manny" Balestrero
- Vera Miles .... Rose Balestrero
- Anthony Quayle .... Frank O'Connor
- Harold Stone .... Jack Lee